# Atomic Train - Disastro ad alta velocità
Atomic Train - Disastro ad alta velocità (Atomic Train) è una miniserie televisiva del 1999, diretto da David Jackson e Dick Lowry.

## Trama
Un'azienda che si occupa di smaltire le scorie radioattive carica su un treno merci una bomba nucleare di origine sovietica che, seppur vecchia, è ancora funzionante. Nel treno sono presenti anche altri materiali chimici a base di sodio in grado di detonare solo a contatto con l'acqua.
A causa di un'avaria, il treno inizia ad avere problemi e gli abitanti di Denver, dove il treno si dirige, vengono messi in pericolo dall'eventuale esplosione della bomba. John Seger, un agente di sicurezza, sorvola il treno su un elicottero alla ricerca di una soluzione per fermare il convoglio, ma senza successo. Ritiene necessario dunque far evacuare la cittadina di Denver, ma il tempo è insufficiente e la bomba esplode, lanciando un impulso elettromagnetico che manda in avaria automobili e apparecchi elettrici.

## Premi
- Golden Reel Award 2000 - "Best Sound Editing - Television Mini-Series - Effects and Foley"

## Distribuzione
La miniserie è stata trasmessa tra il 16 e 17 maggio 1999 su NBC, e invece in Italia è stata trasmessa il 28 aprile 2001 come film-tv su Canale 5.

### Messa in onda
- 16 maggio 1999 negli Stati Uniti (Atomic Train)
- 18 luglio in Nuova Zelanda
- 2 agosto in Portogallo
- 27 ottobre in Argentina (Riesgo final)
- 15 luglio 2000 in Germania (Zugfahrt ins Jenseits)
- 28 luglio in Svizzera
- 26 agosto in Francia
- 11 agosto nel Regno Unito
- 5 giugno 2003 in Norvegia
- 1º febbraio 2005 in Ungheria (Atomvonat)